# Provinz Al Hoceïma

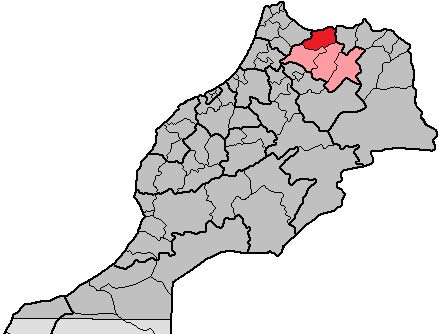
Provinz Al Hoceïma in der ehemaligen Region Taza-Al Hoceïma-Taounate

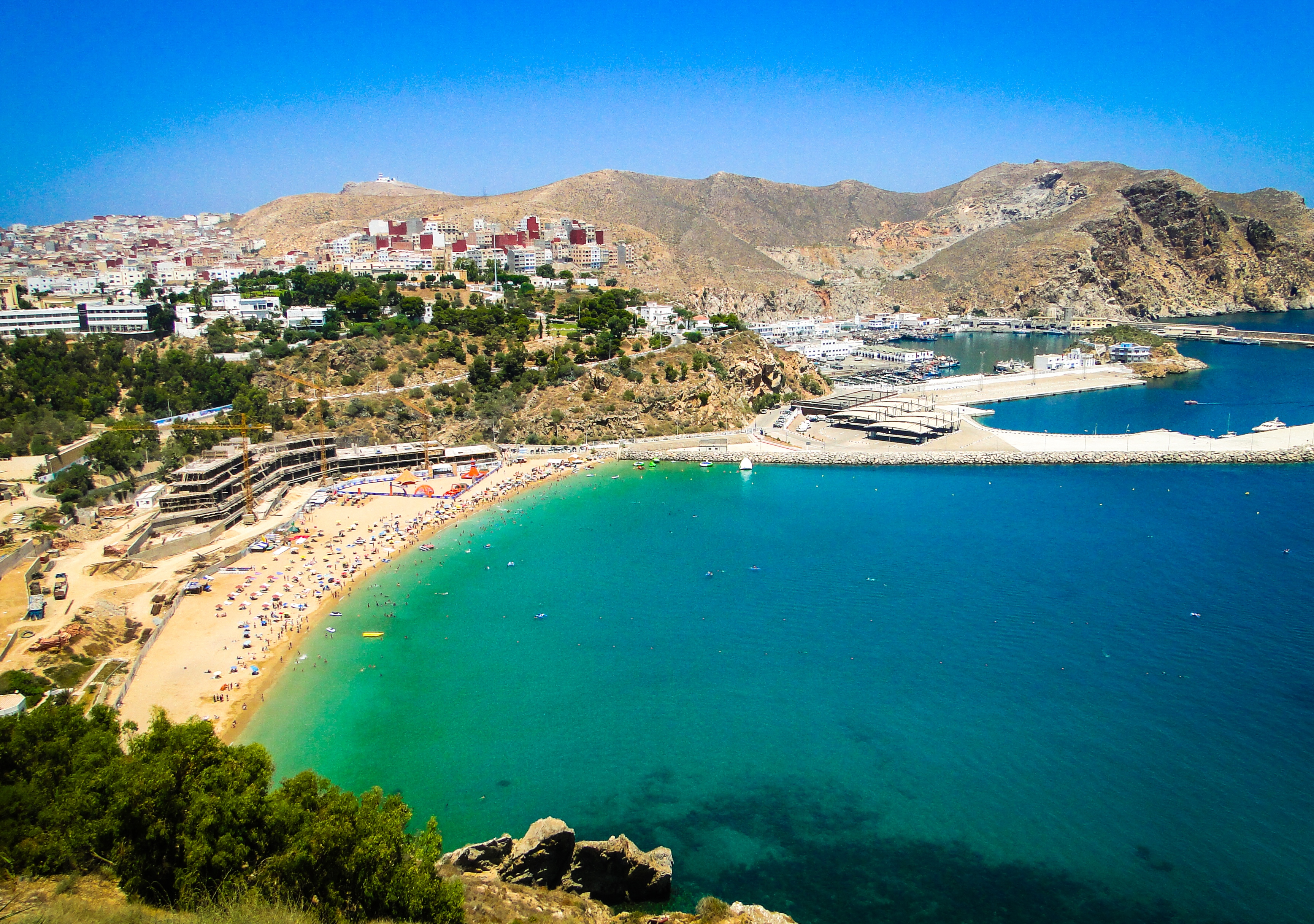
Al Hoceïma – Ortsbild mit Hafen und Strand

Al Hoceïma (arabisch إقليم الحسيمة, Zentralatlas-Tamazight ⵜⴰⵙⴳⴰ ⵏ ⵍⵃⵓⵙⵉⵎⴰ Tasga n Lḥusima) ist eine Provinz in Marokko. Sie gehört seit der Verwaltungsreform von 2015 zur Region Tanger-Tétouan-Al Hoceïma und liegt im Norden des Landes, an der Mittelmeerküste. Die etwa 3540 km² umfassende Provinz hat rund 400.000 Einwohner (2014) in 5 Städten und 31 Landgemeinden (communes rurales). Provinzhauptstadt ist die gleichnamige Stadt Al Hoceïma.

## Geographie
Die Provinz verfügt über zahlreiche Badebuchten an der Mittelmeerküste, die allerdings wegen des unwegsamen Geländes nur schwer erreichbar sind. Das zum Rifgebirge gehörende Hinterland gipfelt im ca. 2450 m hohen Jbel Tidirhine. Während der Küstenstreifen recht regenarm ist, fallen im Hinterland deutlich mehr Niederschläge.

## Wirtschaft
An der Küste gab es jahrhundertelang nur kleine Fischerdörfer; die Stadt Al Hoceïma entstand erst im 20. Jahrhundert. Seit etwa 1980 gibt es regelmäßige Fährverbindungen nach Almería und Motril in Andalusien. Wegen des für Marokko vergleichsweise regenreichen Klimas ist das Hinterland recht fruchtbar, doch stellt die gebirgige und zerklüftete Landschaft ein Hindernis für die wirtschaftliche Entwicklung dar. In der Umgebung von Issaguen und Ketama wird in großem Stil, aber auf kleinen Flächen Cannabis angebaut.

## Größte Orte
Fünf mit (M) gekennzeichnete Orte sind als Städte (municipalités) eingestuft; die übrigen gelten als Landgemeinden (communes rurales) und bestehen jeweils aus mehreren Dörfern.
| Gemeinde            | Einwohner | Einwohner | Einwohner |
| Gemeinde            | 1994      | 2004      | 2014      |
| ------------------- | --------- | --------- | --------- |
| Al Hoceïma (M)      | 55.216    | 55.357    | 56.716    |
| Bni Bouayach (M)    | 13.127    | 15.497    | 18.271    |
| Imzouren (M)        | 25.547    | 26.575    | 33.852    |
| Targuist (M)        | 9.593     | 11.560    | 13.390    |
| Ajdir (M)           | –         | 3.987     | 5.314     |
| Abdelghaya Souahel  | 19.494    | 24.013    | 25.817    |
| Issaguen            | 12.799    | 15.924    | 17.095    |
| Ketama              | 13.444    | 15.924    | 17.351    |
| Tamsaout            | 10.208    | 12.610    | 13.711    |
| Aït Youssef Ou Ali  | 15.592    | 12.474    | 12.673    |
| Nekkour             | 11.857    | 11.524    | 8.963     |
| Sidi Boutmim        | 10.592    | 10.242    | 9.988     |
| Bni Boufrah         | 10.280    | 10.298    | 9.653     |
| Bni Gmil Maksouline | 8.487     | 9.915     | 9.593     |
| Senada              | 10.066    | 9.870     | 9.176     |